# Chris McAlister
Christopher James McAlister (Pasadena, 26 luglio 1978) è un ex giocatore di football americano statunitense che ha militato nel ruolo di cornerback nella National Football League.

## Biografia
Al college, McAlister giocò a football ad Arizona, dove fu premiato come All-American. Fu scelto come decimo assoluto nel Draft NFL 1999 dai Baltimore Ravens. Disputò una solida stagione di debutto mettendo a segno 47 tackle, 5 intercetti e 16 passaggi deviati, venendo inserti nella formazione ideale dei rookie. Nel 2000 fece registrare un intercetto chiave nel Super Bowl XXXV vinto contro i New York Giants. In precedenza, nel corso della stagione regolare, aveva intercettato il quarterback dei New York Jets Vinny Testaverde e ritornato il pallone per 98 yard in touchdown. Nel 2003, McAlister ottenne la prima convocazione per il Pro Bowl in carriera dopo avere totalizzato 43 tackle e 3 intercetti. L'anno successivo firmò un rinnovo contrattuale di 7 anni del valore di 55 milioni di dollari, venendo convocato per il secondo Pro Bowl.
McAlister disputò probabilmente la miglior stagione della carriera nel 2006, quando segnò due touchdown e venne convocato per il terzo e ultimo Pro Bowl. Le sue ultime due stagioni coi Ravens furono caratterizzati da infortuni e prestazioni incostanti, venendo svincolato il 16 febbraio 2009. Firmò coi New Orleans Saints dove disputò la prima metà della stagione, venendo svincolato due mesi prima che la squadra vincesse il Super Bowl XLIV.

## Palmarès

### Franchigia
- Super Bowl : 1

Baltimore Ravens: XXXV
- American Football Conference Championship: 1

Baltimore Ravens: 2000

### Individuale
- Convocazioni al Pro Bowl: 3

2003, 2004, 2006
- First-team All-Pro: 2

2003, 2004

## Statistiche
| Partite    | 137 |
| Tackle     | 329 |
| Sack       | 0,0 |
| Intercetti | 26  |